# Filmografia actriței Jamie Lee Curtis

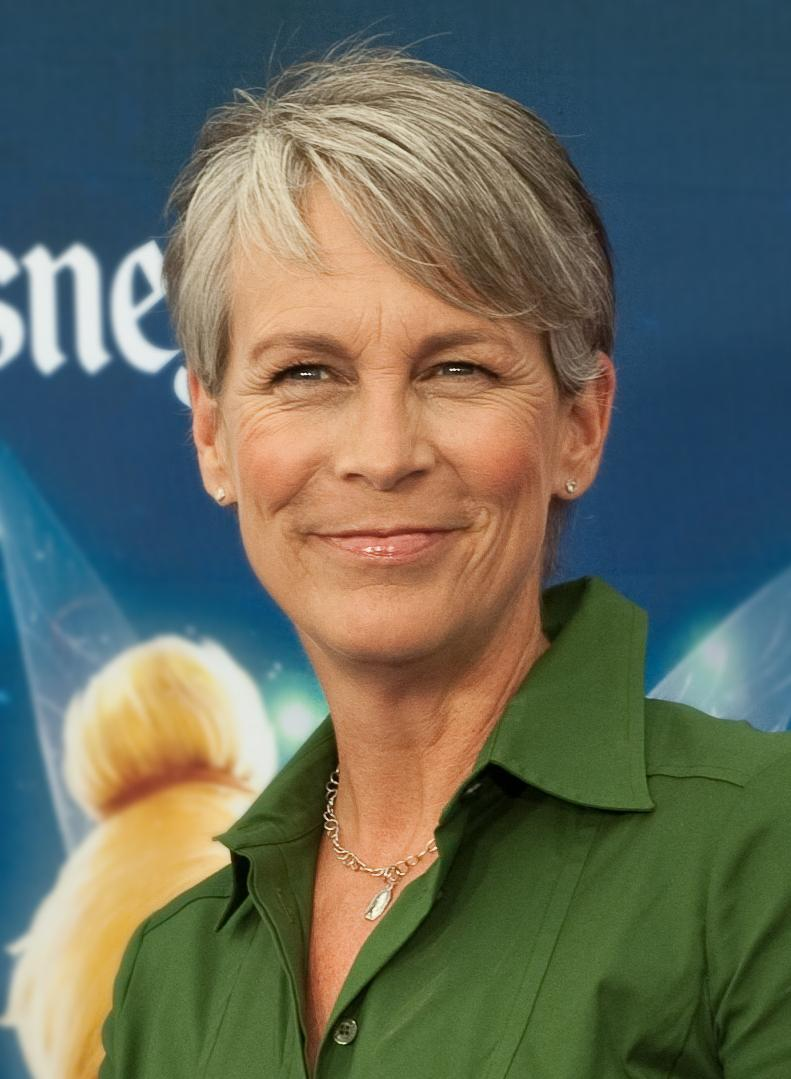
Jamie Lee Curtis în 2010

Aceasta este filmografia actriței Jamie Lee Curtis.

## Film
| An   | Titlu                                                                | Rol                         | Note                   |
| ---- | -------------------------------------------------------------------- | --------------------------- | ---------------------- |
| 1978 | Halloween                                                            | Laurie Strode               |                        |
| 1980 | Ceața / The Fog                                                      | Elizabeth Solley            |                        |
| 1980 | Prom Night                                                           | Kim Hammond                 |                        |
| 1980 | Terror Train                                                         | Alana Maxwell               |                        |
| 1981 | Evadare din New York / Escape from New York                          | Narator / Computer (voce)   | nemenționată           |
| 1981 | Jocuri pe șosea / Roadgames                                          | Pamela "Hitch" Rushworth    |                        |
| 1981 | Halloween II                                                         | Laurie Strode               |                        |
| 1982 | Halloween III / Halloween III: Season of the Witch                   | Telephone Operator (voce)   | nemenționată           |
| 1982 | Coming Soon                                                          | Narator                     | Documentar             |
| 1983 | Schimb de locuri / Trading Places                                    | Ophelia                     |                        |
| 1984 | Love Letters                                                         | Anna Winter                 |                        |
| 1984 | Grandview, U.S.A.                                                    | Michelle "Mike" Cody        |                        |
| 1984 | Aventurile lui Buckaroo Banzai                                       | Sandra Banzai               | În versiunea extinsă   |
| 1985 | Perfect                                                              | Jessie Wilson               |                        |
| 1987 | Un bărbat îndrăgostit                                                | Susan Elliot                |                        |
| 1987 | Grace și Chuck / Amazing Grace and Chuck                             | Lynn Taylor                 |                        |
| 1988 | Dominick și Eugene / Dominick and Eugene                             | Jennifer Reston             |                        |
| 1988 | Un peștișor pe nume Wanda / A Fish Called Wanda                      | Wanda Gershwitz             |                        |
| 1990 | Crime în numele iubirii / Blue Steel                                 | Megan Turner                |                        |
| 1991 | Queens Logic                                                         | Grace                       |                        |
| 1991 | Primul sărut / My Girl                                               | Shelly DeVoto               |                        |
| 1992 | Pururea tânăr / Forever Young                                        | Claire Cooper               |                        |
| 1993 | Mother's Boys                                                        | Judith "Jude" Madigan       |                        |
| 1994 | Prima iubire / My Girl 2                                             | Shelly DeVoto Sultenfuss    |                        |
| 1994 | Minciuni adevărate / True Lies                                       | Helen Tasker                |                        |
| 1996 | Arest la domiciliu / House Arrest                                    | Janet Beindorf              |                        |
| 1997 | Creaturi fioroase / Fierce Creatures                                 | Willa Weston                |                        |
| 1998 | Droguri de casă Homegrown                                            | Sierra Kahan                |                        |
| 1998 | Halloween H20: După 20 de ani / Halloween H20: 20 Years Later        | Laurie Strode / Keri Tate   |                        |
| 1999 | Virus                                                                | Kelly Foster                |                        |
| 2000 | Cum de s-a înecat Mona? / Drowning Mona                              | Rona Mace                   |                        |
| 2001 | Omul nostru din Panama / Croitorul din Panama / The Tailor of Panama | Louisa Pendel               |                        |
| 2001 | Tata și restul / Daddy and Them                                      | Elaine Bowen                |                        |
| 2001 | Rudolph the Red-Nosed Reindeer and the Island of Misfit Toys         | Queen Camilla (voce)        |                        |
| 2002 | Halloween: Noaptea groazei / Halloween: Resurrection                 | Laurie Strode               |                        |
| 2003 | Vinerea trăsnită / Freaky Friday                                     | Tess Coleman / Anna Coleman |                        |
| 2004 | Crăciunul cu familia Krank / Christmas with the Kranks               | Nora Krank                  |                        |
| 2005 | Cel mai frumos rol / The Kid & I                                     | Rolul ei                    |                        |
| 2008 | Chihuahua de Beverly Hills / Beverly Hills Chihuahua                 | Vivian Ashe                 |                        |
| 2010 | Tu, din nou! / You Again                                             | Gail Byer Olsen             |                        |
| 2011 | Locomotiva albastră / The Little Engine That Could                   | Beverly "Bev" (voce)        |                        |
| 2012 | Dealul cu maci (コクリコ坂から, Kokuriko-zaka Kara)                  | Ryoko Matsuzaki (voce)      | Dublajul în engleză    |
| 2014 | Veronica Mars                                                        | Gayle Buckley               |                        |
| 2015 | Spare Parts                                                          | Principal Karen Lowry       |                        |
| 2017 | Hondros                                                              | None                        | Producător executiv    |
| 2018 | Halloween                                                            | Laurie Strode               | Și producător executiv |
| 2018 | An Acceptable Loss (The Pages)                                       | Rachel Burke                |                        |
| 2019 | La cuțite / Knives Out                                               | Linda Drysdale-Thrombey     |                        |
| 2021 | Halloween: Noaptea crimelor / Halloween Kills                        | Laurie Strode               | Și producător executiv |
| 2022 | Orice, oriunde, oricând / Everything Everywhere All at Once          | Deirdre Beaubeirdre         |                        |
| 2022 | Halloween: Sfârșitul / Halloween Ends                                | Laurie Strode               | Și producător executiv |
| 2023 | Haunted Mansion                                                      | Madame Leota                | Post-producție         |
| 2023 | Borderlands                                                          | Dr. Patricia Tannis         | Post-producție         |

## Televiziune
| An        | Titlu                                             | Rol                               | Note                                                                  |
| --------- | ------------------------------------------------- | --------------------------------- | --------------------------------------------------------------------- |
| 1977      | Quincy, M.E.                                      | Girl in Dressing Room             | Episodul: "Visitors in Paradise"                                      |
| 1977      | The Hardy Boys/Nancy Drew Mysteries               | Mary                              | Episodul: "Mystery of the Fallen Angels"                              |
| 1977      | Columbo                                           | Chelneriță                        | Episodul: "The Bye-Bye Sky High I.Q. Murder Case"                     |
| 1977–1978 | Operation Petticoat                               | Lt. Barbara Duran                 | Rol principal                                                         |
| 1978      | Îngerii lui Charlie / Charlie's Angels            | Linda Frey                        | Episodul: "Winning Is for Losers"                                     |
| 1978      | Croaziera de lux / The Love Boat                  | Linda                             | Episodul: "Till Death Do Us Part, Maybe/Chubs/Locked Away"            |
| 1979      | Buck Rogers in the 25th Century                   | Jen Burton                        | Episodul: "Unchained Woman"                                           |
| 1980      | Saturday Night Live                               | Gazdă                             | Episodul: "Jamie Lee Curtis/James Brown & Ellen Shipley"              |
| 1981      | She's in the Army Now                             | Pvt. Rita Jennings                | Film TV                                                               |
| 1981      | Death of a Centerfold: The Dorothy Stratten Story | Dorothy Stratten                  | Film TV                                                               |
| 1982      | Callahan                                          | Rachel Bartlett                   | Film TV                                                               |
| 1982      | Money on the Side                                 | Michelle Jamison                  | Film TV                                                               |
| 1984      | Saturday Night Live                               | Rolul ei/Gazdă                    | 2 episoade: "Thompson Twins" & "Jamie Lee Curtis/The Fixx"            |
| 1985      | Shelley Duvall's Tall Tales & Legends             | Annie Oakley                      | Episodul: "Annie Oakley"                                              |
| 1986      | As Summers Die                                    | Whitsey Loftin                    | Film TV                                                               |
| 1989–1992 | Anything but Love                                 | Hannah Miller                     | Rol principal; a regizat și episodul: "The Call of the Mild"          |
| 1995      | The Heidi Chronicles                              | Heidi Holland                     | Film TV                                                               |
| 1996      | The Drew Carey Show                               | Sioux                             | Episodul: "Playing a Unified Field"                                   |
| 1998      | Nicholas' Gift                                    | Maggie Green                      | Film TV                                                               |
| 2000      | Pigs Next Door                                    | Clara (voce)                      | Episodul: "Movin' On Up"                                              |
| 2005      | A Home for the Holidays                           | Gazdă de emisiune TV              | Film TV                                                               |
| 2012      | NCIS: Anchetă militară                            | Dr. Samantha Ryan                 | 5 episoade                                                            |
| 2012–2018 | Viața cu Jess / New Girl                          | Joan Day                          | 6 episoade                                                            |
| 2014      | Only Human                                        | Evelyn Lang                       | Film TV                                                               |
| 2015–2016 | Scream Queens                                     | Cathy Munsch                      | Rol principal; a regizat episodul: "Rapunzel, Rapunzel"               |
| 2019      | Guest Grumps                                      | Rolul ei                          | Serie web; episoade: "Playing Super Mario Party w/ JAMIE LEE CURTIS!" |
| 2020      | Archer                                            | Agent Peregrine Bruchstein (voce) | 2 episoade                                                            |
| 2022      | Reno 911!                                         | Lt. Donna Fitzgibbons             | Episodul: "Bad Lieutenant Woman"                                      |